# طبیعت‌گرایی زیست‌شناختی

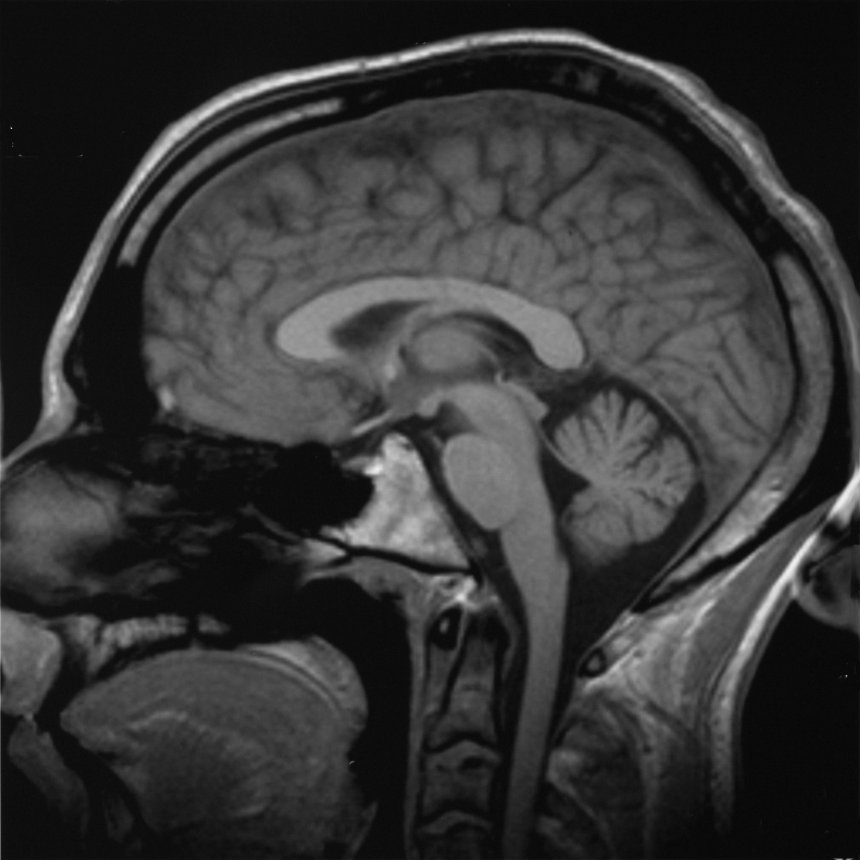
طبیعت‌گرایی زیست‌شناختی بیان می‌دارد که خودآگاهی سطح بالاتر عملکردی از توانایی‌های فیزیکی مغز انسان است.

طبیعت‌گرایی زیست‌شناختی (به انگلیسی: biological naturalism)، نظریه‌ای است که علاوه بر سایر موارد به رابطه میان خودآگاهی و بدن (یعنی مغز) می‌پردازد. بنابرین رویکردی است بر مسئله ذهن و جسم. این نظریه نخستین بار توسط فیلسوف جان سرل در ۱۹۸۰ میلادی مطرح گردیده و بر مبنای دو تز اصلی تعریف گردیده‌است: ۱- تمامی پدیدارهای ذهنی از درد، قلقلک و خارش گرفته تا غامض‌ترین و پوشیده‌ترین افکار ناشی از فرایندهای سطح پایین‌تر عصبی-زیست‌شناختی در مغز است؛ و ۲- پدیدارهای ذهنی ویژگی‌های سطح بالاتر مغز می‌باشند.
تعریف فوق این پیامد منطقی را در پی دارد که مغز دارای قوای عِلی صحیحی برای تولید قصدمندی است. با این حال، طبیعت‌گرایی زیست‌شناختی سرل این نتیجه منطقی را در پی ندارد که مغزها و فقط مغزها می‌توانند باعث خودآگاهی شوند. سرل با احتیاط اشاره می‌نماید که هرچند از ظاهر مسئله به‌نظر می‌رسد که برخی کارکردهای مشخص مغز برای تولید حالات آگاهی کافی است، اما دانش عصب-زیست‌شناختی فعلی ما اجازه این را نمی‌دهد تا نتیجه‌گیری کنیم که این کارکردها برای تولید خودآگاهی ضروری هستند. به عبارت دیگر:
«این حقیقت که فرایندهای مغزی باعث خودآگاهی می‌شود بدین معنی نیست که تنها مغزها می‌توانند خودآگاه باشند. مغز یک دستگاه زیست‌شناختی است و ممکن است ما یک ماشین مصنوعی که خودآگاه باشد بسازیم؛ همان‌گونه که قلب یک دستگاه است و ما قلب‌های مصنوعی ساخته‌ایم. چون به‌طور دقیق نمی‌دانیم که مغز چگونه این فرایندها را انجام می‌دهد، هنوز در موقعیتی نیستیم که بدانیم چگونه به‌طور مصنوعی آنرا بسازیم». (طبیعت‌گرایی زیست‌شناختی،‏ ۲۰۰۴).

## مرور اجمالی

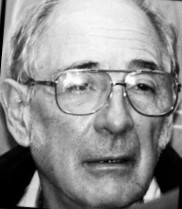
جان سرل

سرل دوگانه‌گرایی دکارتی را که می‌گوید ذهن یک نوع جوهر مجزا از بدن است را رد می‌کند، چون به نظر وی این امر با درک کامل ما از فیزیک در تناقض قرار بوده و برخلاف دکارت خدا را به مسئله وارد نمی‌کند. سرل در واقع هر نوع دوگانه گرایی، که به‌طور سنتی جایگزین یگانه‌انگاری است را رد می‌کند و مدعی است که مجزا دانستن آن اشتباه است. وی این ایده را که «چون ذهن از نظر عینی قابل دیدن نیست، پس تحت دسته‌بندی فیزیک قرار نمی‌گیرد»، رد می‌کند.
سرل باور دارد که خودآگاهی «بخشی واقعی از دنیای واقعی است و نمی‌توان آن را حذف کرد یا به چیزی دیگری تقلیل داد»، چه آن چیزی دیگر یک حالت عصبی ذهن باشد یا یک برنامه کامپیوتری. او استدلال می‌نماید که مثلاً نرم‌افزاری که بنام «آبی عمیق» معروف است، هیچ چیز در مورد شطرنج نمی‌داند. وی باور دارد که خودآگاهی هم علت رویدادها در بدن است و هم واکنشی بر رویدادهای بدن.
از سوی دیگر، سرل خودآگاهی را به‌عنوان یک روح در ماشین نمی‌پندارد. بلکه، وی خودآگاهی را به‌عنوان حالتی از مغز می‌داند؛ بنابراین تعامل علی میان ذهن و مغز را می‌توان به‌گونه‌ای طبیعت‌گرایانه توصیف کرد: رویدادهای سطح میکرو (شاید در سطح سلول‌های عصبی منفرد) باعث خودآگاهی می‌شود. تغییرات در سطح ماکرو (کل مغز) خودآگاهی را تشکیل می‌دهند. تغییرات در سطح کوچک باعث تغییرات کلی گردیده و سپس از این تغییرات کلی متأثر می‌شوند، بیشتر شبیه این است که هر کدام از بازیکنان فوتبال به‌طور انفرادی باعث می‌شوند تا تیم آن‌ها (به‌عنوان یک تیم) بازی‌ها را برنده شده و سپس هر کدام از این بازیکنان با دانستن اینکه بخشی از یک تیم برنده هستند، اعتماد به نفس حاصل می‌نمایند.
سرل با اشاره به این‌که اصطلاح معمول فلسفی «تقلیل‌پذیر»، مبهم است. این تمایز ذهن و جسم را تشریح می‌کند. وی استدلال می‌نماید که خودآگاهی «به‌طور عِلی قابل تقلیل» به فرایندهای مغز است بدون این‌که «به‌طور هستی‌شناختی قابل تقلیل» باشد. وی امیدوار است تا قائل شدن بر این تمایز، به وی اجازه گریز از مخمصه سنتی میان ماده‌گرایی تقلیلی (این‌همانی ذهن) و دوگانه‌گرایی ماده را بدهد؛ او با بیان اینکه خودآگاهی کاملاً به موجب مغز ایجاد شده و توسط مغز درک می‌گردد، اساساً ماهیت فیزیکی هستی را می‌پذیرد. اما او در عین حال آنچه را که از نظر او حقایق مشهود است، یعنی این که انسان‌ها واقعاً خودآگاه هستند و اینکه این حالت خودآگاهی الزاماً دارای ماهیت شخصیت اول است را رد نمی‌کند.
نگاه به این نظریه به‌عنوان نوعی از دوگانه‌انگاری ویژگی‌ها وسوسه برانگیز است، چون از نظر سرل، ویژگی‌های ذهنی یک فرد از نظر دسته‌بندی، از ویژگی‌های میکرو فیزیکی وی متفاوت است. ویژگی‌های میکروفیزیکی دارای «هستی‌شناسی شخص-سوم» بوده در حالی که ویژگی‌های ذهنی دارای «هستی‌شناسی شخص اول» است. ساختار میکرو برای بسیاری از افراد به‌طور عینی قابل دسترس است، مثلاً چندین جراح مغز نیم‌کره‌های مغز مریض را بازرسی می‌نمایند. اما درد، اشتیاق یا باور تنها از نظر ذهنی برای شخصی که این درد، اشتیاق یا باور را دارد قابل دسترسی است و هیچ‌کس دیگری این‌گونه دسترسی را ندارد. با این حال، سرل باور دارد که ویژگی‌های ذهنی، گونهٔ از ویژگی‌های فیزیکی است. گونه‌های با هستی‌شناسی شخص اول. در نتیجه، این امر نظریه وی را از دوگانه‌گرایی ویژگی‌های فیزیکی و غیر فیزیکی متمایز می‌سازد. ویژگی‌های ذهنی که وی بیان می‌کند به‌طور فرضی فیزیکی هستند.

## نقد
نقدهای بسیاری بر نظریه طبیعت‌گرایی زیست‌شناختی سرل وارد شده‌است.
جری فودر پیشنهاد می‌نماید که سرل هیچ دلیلی برای ما ارایه نمی‌کند که دقیقاً چرا باور دارد که یک بیوشیمی همانند یا مشابه بیوشیمی مغز انسان، یک امر اجتناب ناپذیر برای قصدمندی است. فودر فکر می‌کند که احتمالاً به مراتب درست‌تر خواهد بود تا فرض شود، چیزی که برای تشریح قصدمندی اجتناب ناپذیر می‌باشد همان روشی است که یک جاندار (یا هر سیستم دیگر که به موضوع مرتبط است) از طریق آن با محیط خود ارتباط برقرار می‌کند. به سادگی می‌توان تصور کرد «علت این‌که فکر من با یک درخت به‌طور علی ارتباط برقرار می‌کند این است که یک فکر در مورد درخت وجود دارد. اما تصور این امر مشکل است که این حقیقت (اگر به‌طور خام فرض کنیم) که فکر من از هیدروکربن‌ها ساخته شده‌است چه اهمیتی دارد، به‌جز این فرضیه غیر محتمل که تنها هیدروکربن‌ها قادرند به‌طور علی همچون نحوه ارتباط با مغز، با درخت نیز مرتبط شوند.
«جان هاگلاند» روی مفهوم مرکزی مجموعه‌ای از «قوای علی صحیح» خاص، انگشت می‌گذارد، قوایی که سرل آن‌ها را به بیوشیمی مغز انسان نسبت می‌دهد. وی از ما می‌خواهد تا یک وضعیت واقعی را تصور نماییم که در آن قوه‌های علی «درست» آن‌هایی هستند که نورون‌ها باید به‌طور متقابل یکدیگر را تحریک کنند. در این صورت، موجودات بیگانه مبتنی بر سیلیکن نیز می‌توانند باهوش باشند، در صورتی که این قوه‌های علی «درست» را داشته باشند؛ یعنی، آن‌ها دارای نورون با ارتباطات سیناپتیکی هستند که این توانایی را داشته تا یکدیگر را به‌طور متقابل تحریک کنند. پس می‌توانیم یک گوینده زبان چینی را بگیریم و نورون‌های او را با یک نوع پوشش بپوشانیم تا از تأثیرگذاری ناقلان عصبی بر نورون‌ها جلوگیری صورت گرفته و در نتیجه از داشتن قوه‌های علی درست جلوگیری صورت گیرد. در این حالت، «روح خبیثه که سرل می‌گوید» (شاید، یک نانوبات که انگلیسی حرف می‌زند) ببیند که چه اتفاقی رخ می‌دهد و مداخله کند: او از میان پوشش می‌بیند و تشخیص می‌دهد که کدام نورون‌ها متحرک شده و کدام نشده‌اند و اقدام به تحرک نورون مناسب کرده و خود دیگران را خاموش می‌کند.